# Голівочка сумнівна
Голівочка сумнівна (Cephalozia ambigua) — вид печіночників порядку юнгерманіальних (Jungermanniales).

## Поширення
Батьківщиною є Європа, Азія, Північна Америка.